# Sant Vicenç de Moripol
Sant Vicenç de Moripol és un edifici del municipi de Gósol (Berguedà) inclosa en l'Inventari del Patrimoni Arquitectònic de Catalunya. Es troba a l'antic llogaret de Moripol.

## Descripció
Es tracta d'una església barroca d'una sola nau coberta amb volta de canó i flanquejada per petites capelles a manera d'arcosolis. La porta és al mur de migdia i el campanar de planta quadrada, molt massís, s'alça prop del presbiteri al mur de ponent, destacant les obertures enormes. L'església es conserva en mal estat, ja que fa molts anys que resta abandonada. El parament és de carreus irregulars i les obertures, en la seva majoria, són allindanades de perfil quadrangular. La coberta és d'embigat de fusta i teula àrab a dues aigües.

## Història
El lloc de Moripol és documentat des de la baixa edat mitjana. Formava part del terme casteller de Gósol i en època moderna augmentà el seu poblament. Per aquest motiu es bastí l'església de St. Vicenç que substituí el vell edifici romànic sota l'advocació de St. Miquel. Al s. XIII el lloc quedà integrat al castell de Fraumir però en època ja moderna, retornà a Gósol.